# Powiat Nordsachsen
Powiat Nordsachsen (niem. Landkreis Nordsachsen) − powiat w niemieckim kraju związkowym Saksonia, został utworzony 1 sierpnia 2008 w związku z reformą administracyjną. Siedziba powiatu znajduje się w mieście Torgau. Najbardziej na północ położony powiat kraju związkowego.
Powiat utworzono z połączenia powiatów Delitzsch i Torgau-Oschatz. 
Powiat ma powierzchnię 2 020,08 km², teren ten zamieszkuje 208 661 osób (stan na 31 grudnia 2009).

## Podział administracyjny
W skład powiatu Nordsachsen wchodzi:
- 11 miast (Stadt)
- 19 gmin (Gemeinde)
- 4 wspólnoty administracyjne (Verwaltungsgemeinschaft)
- 1 związek gmin (Verwaltungsverband)

| Lp. | Nazwa miasta     | Ludność (31.12.2009) | Powierzchnia km² |
| --- | ---------------- | -------------------- | ---------------- |
| 1   | Bad Düben        | 8.356                | 45,45            |
| 2   | Belgern-Schildau | 8.422                | 158,30           |
| 3   | Dahlen           | 4.772                | 71,68            |
| 4   | Delitzsch        | 26.532               | 83,57            |
| 5   | Dommitzsch       | 2.770                | 30,19            |
| 6   | Eilenburg        | 16.777               | 46,83            |
| 7   | Mügeln           | 6.701                | 54,95            |
| 8   | Oschatz          | 15.465               | 55,31            |
| 9   | Schkeuditz       | 17.692               | 80,91            |
| 10  | Taucha           | 14.338               | 33,13            |
| 11  | Torgau           | 21.423               | 102,53           |

| Lp. | Nazwa gminy    | Ludność (31.12.2009) | Powierzchnia km² |
| --- | -------------- | -------------------- | ---------------- |
| 1   | Arzberg        | 2.140                | 58,22            |
| 2   | Beilrode       | 4.573                | 92,69            |
| 3   | Cavertitz      | 2.401                | 68,91            |
| 4   | Doberschütz    | 4.366                | 79,82            |
| 5   | Dreiheide      | 2.357                | 33,52            |
| 6   | Elsnig         | 1.620                | 36,76            |
| 7   | Jesewitz       | 3.083                | 52,29            |
| 8   | Krostitz       | 3.883                | 43,06            |
| 9   | Laußig         | 4.189                | 100,09           |
| 10  | Liebschützberg | 3.298                | 68,42            |
| 11  | Löbnitz        | 2.224                | 37,19            |
| 12  | Mockrehna      | 5.367                | 115,24           |
| 13  | Naundorf       | 2.543                | 36,89            |
| 14  | Rackwitz       | 5.088                | 39,48            |
| 15  | Schönwölkau    | 2.568                | 49,15            |
| 16  | Trossin        | 1.391                | 79,59            |
| 17  | Wermsdorf      | 5.613                | 104,41           |
| 18  | Wiedemar       | 5.627                | 93,51            |
| 19  | Zschepplin     | 3.082                | 67,99            |

| Lp. | Nazwa wspólnoty administracyjnej | Ludność (31.12.2009) | Powierzchnia km² | Liczba gmin |
| --- | -------------------------------- | -------------------- | ---------------- | ----------- |
| 1   | Beilrode                         | 6.713                | 150,91           | 2           |
| 2   | Dommitzsch                       | 5.781                | 146,54           | 3           |
| 3   | Krostitz                         | 6.451                | 120,25           | 2           |
| 4   | Torgau                           | 23.780               | 136,06           | 2           |

Związki gmin:
| Lp. | Nazwa związku gmin | Ludność (31.12.2009) | Powierzchnia km² | Liczba gmin |
| --- | ------------------ | -------------------- | ---------------- | ----------- |
| 1   | Eilenburg-West     | 6.165                | 120,25           | 2           |

## Zmiany administracyjne
- 1 stycznia 2013
  - połączenie Belgern z Schilda w miasto Belgern-Schildau
  - przyłączenie Zinna do Torgau
  - przyłączenie Neukyhna oraz Zwochau do Wiedemar
  - rozwiązanie związku gmin Wiedemar